# Hiéroglyphe égyptien H8
Pour les articles homonymes, voir Œuf.

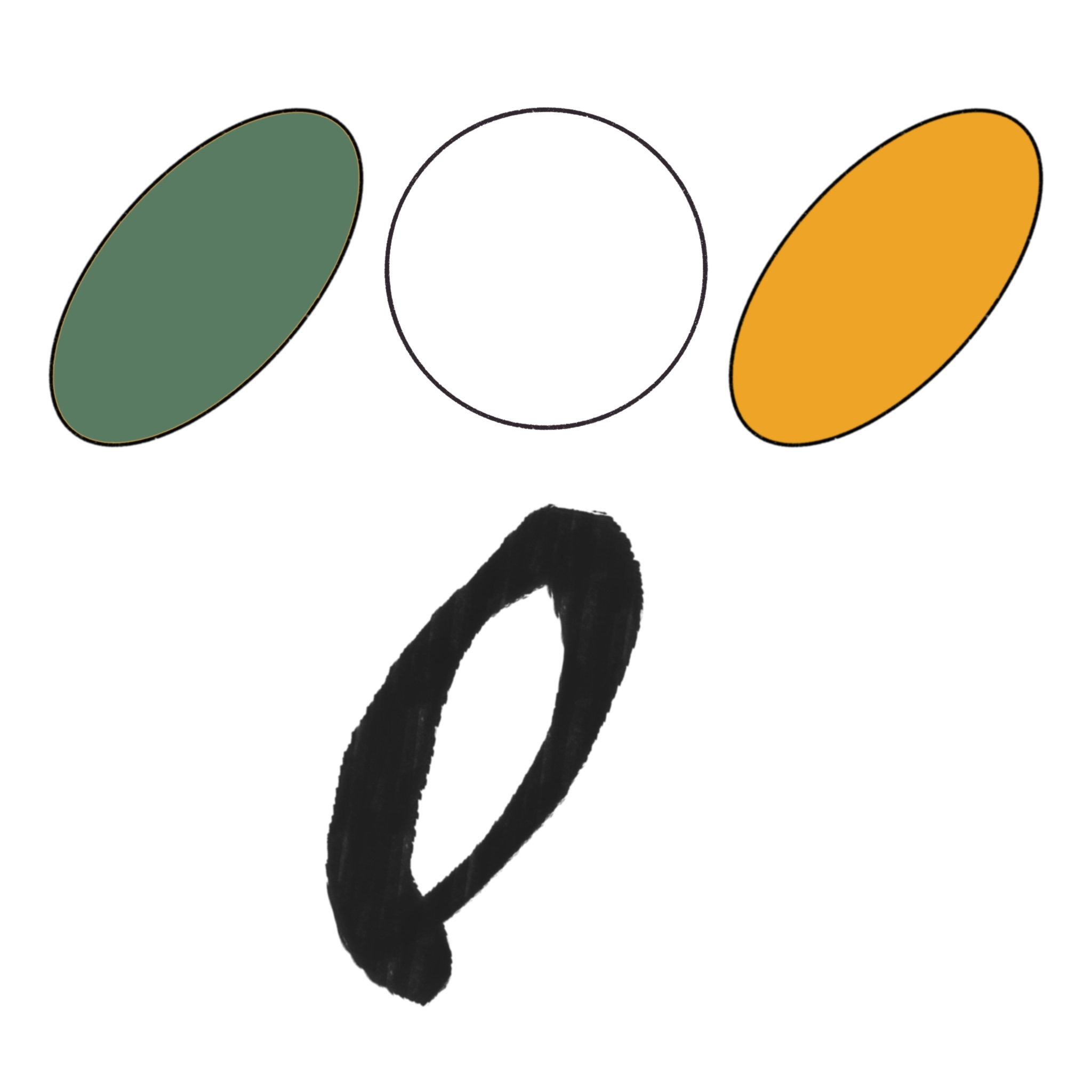
Version hiératique et hiéroglyphique

Le hiéroglyphe égyptien H8 (œuf) est classifié dans la section H « Parties d'oiseaux » de la liste de Gardiner ; il y est noté H8. 

## Représentation
Il représente un œuf ovale incliné, il était rond avant le Nouvel Empire. Il est jaune mais peut aussi être blanc ou vert.
Il est translittéré sȝ ou jmy.

## Utilisation
| G39 |

| G39 |

| G39 | A1 |

| G39 | A1 |

Par convention pour sa transcription dans les cas d'hiératique du Moyen Empire, c'est en écriture cryptée 
| i | Z11 | m | y |

| i | Z11 | m | y |

| s | w | H | t · H8 |

| s | w | H | t · H8 |

C'est un déterminatif des noms féminins.
| p · a · t · H8 | A1 · B1 · Z2 |

| p · a · t · H8 | A1 · B1 · Z2 |

une motte de terre. 

## Exemples de mots
| O29 · t · H8 |

| O29 · t · H8 |

| D60 | a · i · i | t · H8 |

| D60 | a · i · i | t · H8 |

| a · t | b | H8 |

| a · t | b | H8 |